# Trần Văn Thanh (chính khách Việt Nam)
Trần Văn Thanh (sinh ngày 25 tháng 10 năm 1953) là một tướng lĩnh của lực lượng Công an nhân dân Việt Nam với quân hàm Thiếu tướng. Ông từng là Giám đốc Công an thành phố Đà Nẵng, Trưởng ban Pháp chế Hội đồng Nhân dân Thành phố Đà Nẵng, Đại biểu Quốc hội khóa X, Trưởng đoàn Đại biểu Quốc hội Thành phố Đà Nẵng khóa X, Phó Tổng cục trưởng Tổng cục Hậu cần - Bộ Công an, Chánh Thanh tra Bộ Công an.

## Tiểu sử
Trần Văn Thanh tham gia cách mạng và gia nhập lực lượng vũ trang an ninh từ năm 1968. Năm 1975 ông là Đội trưởng Bảo vệ Chính trị thuộc Công an tỉnh Quảng Nam - Đà Nẵng. Từ tháng 9 năm 1986, Trần Văn Thanh là Phó trưởng Công an thành phố Đà Nẵng, năm 1992 trở thành Trưởng Công an Tp Đà Nẵng kiêm Phó Giám đốc Công an tỉnh Quảng Nam - Đà Nẵng.
Từ tháng 3 năm 1994, Trần Văn Thanh là Tỉnh ủy viên tỉnh Quảng Nam - Đà Nẵng khóa XV, XVI và XVII. Năm 1997 ông trở thành Giám đốc Công an thành phố Đà Nẵng kiêm Trưởng ban Pháp chế Hội đồng Nhân dân thành phố. Cùng năm đó, ông trúng cử Đại biểu Quốc hội khóa X (1997-2002) và là Trưởng đoàn Đại biểu Quốc hội Tp Đà Nẵng.
Năm 2001, Giám đốc Công an thành phố, Trần Văn Thanh chỉ đạo Công an thành phố Đà Nẵng điều tra việc Phạm Minh Thông rút ruột Cầu Sông Hàn, một vụ án tham nhũng gây chấn động Đà Nẵng được cho là có liên quan đến Chủ tịch Ủy ban Nhân dân Tp Đà Nẵng lúc đó là Nguyễn Bá Thanh. Tại tòa Phạm Minh Thông khai đã dùng tiền "tham ô" được để "đi quà biếu một số cá nhân và tập thể", và đi "chúc tết" một số người nào đó, nhưng đó là những ai thì không bao giờ được làm sáng tỏ.
Sau vụ Cầu Sông Hàn, ông Trần Văn Thanh bị điều động về công tác tại Bộ Công an ở Hà Nội làm chuyên viên cao cấp phụ trách miền Trung và Tây Nguyên. Tháng 3 năm 2002, ông là Ủy viên Thường vụ Đảng ủy Bộ Công an, Phó Tổng cục trưởng Tổng cục Hậu cần - Bộ Công an, Chánh Thanh tra Bộ Công an.
Ngày 14 tháng 2 năm 2006, theo quyết định của Thủ tướng Chính phủ nước Cộng hòa xã hội chủ nghĩa Việt Nam, ông được phong quân hàm Thiếu tướng Công an nhân dân Việt Nam.

## Bị khởi tố gây tranh cãi
Năm 2007, tướng Trần Văn Thanh bị Công an thành phố Đà Nẵng truy tố vì hành vi cùng với Trung tá Dương Ngọc Tiến và cựu Thiếu tá Đinh Công Sắt "phát tán Công văn số 73 và 77 của Viện Kiểm sát Nhân dân Tp Đà Nẵng ở nhiều địa điểm ngay trước bầu cử Quốc hội khóa XII; viết nhiều đơn thư khiếu nại, tố cáo tập trung vào một số vụ án tại Tp Đà Nẵng có liên quan đến trách nhiệm của lãnh đạo địa phương này, nhưng chưa được giải quyết".
Theo RFA (Đài Á Châu Tự do), Công văn số 73 và 77 của Viện KSND Tp Đà Nẵng có nội dung báo cáo về việc Bí thư Thành ủy Đà Nẵng Nguyễn Bá Thanh đã nhận hối lộ của Phạm Minh Thông số tiền 4,4 tỷ đồng trong các công trình xây dựng Cầu Sông Hàn và đường Bắc Nam ở Đà Nẵng.
Ngày 20 tháng 7 năm 2009, mặc dù ông Trần Văn Thanh bị tai biến và có hai bệnh viện của công an đã xác nhận là tướng Thanh không đủ sức khỏe để dự phiên tòa, nhưng vị thiếu tướng công an vẫn bị đưa đến tòa (được tổ chức tại Nhà hát Trưng Vương) trên xe cứu thương trong tình trạng hôn mê, thở oxy và phải truyền dịch, để kiểm tra sức khỏe trước khi đưa ra tòa. Do không qua được lần kiểm tra sức khỏe, Tòa án Nhân dân Tp Đà Nẵng đã xử vắng mặt bị cáo Trần Văn Thanh 18 tháng tù treo vì tội "Lợi dụng quyền tự do dân chủ xâm phạm lợi ích Nhà nước, quyền, lợi ích hợp pháp của tổ chức, công dân".
Ở phiên phúc thẩm, Viện Thực hành quyền công tố và kiểm sát xét xử phúc thẩm tại Đà Nẵng (Viện Phúc thẩm II) thuộc Viện Kiểm sát Nhân dân Tối cao đã kháng nghị Tòa Phúc thẩm Đà Nẵng, tuyên ông Trần Văn Thanh không phạm tội và đình chỉ vụ án với bị cáo này. Như vậy, ngay cả cơ quan buộc tội (Viện Kiểm sát) cũng cho là bị cáo vô tội, nhưng Chánh án Trần Mẫn vẫn tuyên án Thiếu tướng Trần Văn Thanh có tội, dù không có bằng chứng nhưng vẫn nhất quyết cho rằng ông Trần Văn Thanh là "người cầm đầu, đã chủ động hướng dẫn các bị cáo". Thay vì tuyên vô tội như kháng nghị của Viện Phúc thẩm II, tòa chỉ giảm án xuống 12 tháng tù treo vì bị cáo có nhân thân tốt.

## Giám đốc thẩm
Ngày 29 tháng 12 năm 2010, Báo Quân đội Nhân dân đưa tin Viện Kiểm sát Nhân dân Tối cao đã ra kháng nghị Giám đốc thẩm yêu cầu đình chỉ vụ án đối với ông Trần Văn Thanh và tuyên bố ông vô tội với lý do không đủ căn cứ kết luận ông Thanh phạm tội.
Trước đó, trong phiên xử phúc thầm, Viện Phúc thẩm II thuộc Viện Kiểm sát Nhân dân Tối cao cũng đã từng kháng nghị tuyên ông Trần Văn Thanh không phạm tội và đình chỉ vụ án với bị cáo, tuy nhiên Tòa Phúc thẩm Đà Nẵng đã không chấp nhận.
Phải tới phiên tòa phúc thẩm xét xử lại ngày 22 tháng 6 năm 2012, TAND Tối cao tại Đà Nẵng mới chấp nhận kháng nghị của Viện KSND tối cao, tuyên miễn tội, đình chỉ vụ án đối với ông Trần Văn Thanh. Tòa kết luận: ông Trần Văn Thanh bị truy cứu trách nhiệm hình sự với tội "Lợi dụng quyền tự do dân chủ, xâm phạm lợi ích Nhà nước, quyền và lợi ích của công dân" (theo điểm 2, khoản 2 điều 258 BLHS) là đúng. Tuy nhiên, đây là loại tội phạm ít nghiêm trọng, đồng thời theo luật đã hết thời hạn truy cứu trách nhiệm hình sự.

## Nhận xét
Ông Cù Huy Hà Vũ cho rằng ông Trần Văn Thanh "là viên tướng chống tham nhũng", và phiên tòa xử tướng công an Trần Văn Thanh "là hành vi trả thù đối với việc chống tham nhũng", "mang hàm ý đe dọa người dân, đe dọa những người chống tham nhũng".
Theo ông Đỗ Xuân Hiền, nguyên Trưởng ban Kinh tế Đà Nẵng, huyện ủy thường vụ Đà Nẵng, một người có liên quan trong vụ án tướng công an Trần Văn Thanh thì "Chánh án Trần Mẫn là em ruột bà Trần Thị Thủy. Bà Trần Thị Thủy là vợ ông Nguyễn Văn Chi. Ông Nguyễn Văn Chi là Ủy viên Bộ Chính trị kiêm Chủ nhiệm Ủy ban Kiểm tra Trung ương, là bạn thân của ông Nguyễn Bá Thanh".

## Lịch sử thụ phong quân hàm
| Năm thụ phong | –      | 2006        |
| ------------- | ------ | ----------- |
| Quân hàm      |        |             |
| Cấp bậc       | Đại tá | Thiếu tướng |

## Khen thưởng
Trong quá trình chiến đấu và công tác, Thiếu tướng Trần Văn Thanh đã được tặng thưởng:
- Huân chương Kháng chiến hạng Nhất
- Huân chương Chiến công hạng Nhất
- Huân chương Lao động hạng Ba
- Huy chương Giải phóng hạng Nhất
- Huy chương Vì An ninh Tổ quốc